# Cristóbal Yessen
Cristóbal Yessen (n.  Cristóbal Lautaro Campos Suazo, 4 de febrero de 1984) es un boxeador y entrenador chileno, y activista por los derechos de la infancia.

## Biografía
Cristóbal fue abandonado por sus padres cuando tenía pocos meses de vida y quedó bajo la tutela del Servicio Nacional de Menores (Sename), institución en la que estuvo hasta los siete años cuando junto a otros compañeros decidieron fugarse del recinto. Ese mismo año fue adoptado por  la familia Yessen, quienes le otorgaron su apellido.
A los 22 años empezó a practicar boxeo. El 31 de octubre de 2015 ganó contra el argentino Franco Roldán, convirtiéndose en campeón categoría wélter de la Organización de Boxeo del Atlántico (ABO, American Boxing Organization).
En paralelo con su carrera deportiva, Yessen es conocido como activista por los derechos de niños y adolescentes. En el 2013 participó en el programa Baila! Al ritmo de un sueño, junto a Mey Santamaría, donde obtuvieron el tercer lugar.

## Controversias
El 30 de octubre de 2019 denunció haber sido apresado y torturado en un control de identidad por Carabineros. El 23 de octubre de 2020 fue atropellado y posteriormente golpeado por tres individuos.
En noviembre de 2020, una serie de reportajes del sitio web Interferencia puso en duda la veracidad de la agresión que sufrió Yessen en octubre de ese año, así como sus antecedentes biográficos.